# Geothlypis flavovelata
Geothlypis flavovelata là một loài chim trong họ Parulidae.